# سارازد
سارازد (به مجاری:  Szárazd) یک شهرداری در مجارستان است که در ناحیه تاماشی واقع شده‌است. سارازد ۷٫۸ کیلومتر مربع مساحت و ۲۵۰ نفر جمعیت دارد.